# Nowooczeretuwate
Nowooczeretuwate (ukr. Новоочеретувате) – wieś na Ukrainie, w obwodzie donieckim, w rejonie wołnowaskim, w hromadzie Komar. W 2001 liczyła 199 mieszkańców.